# Макабео

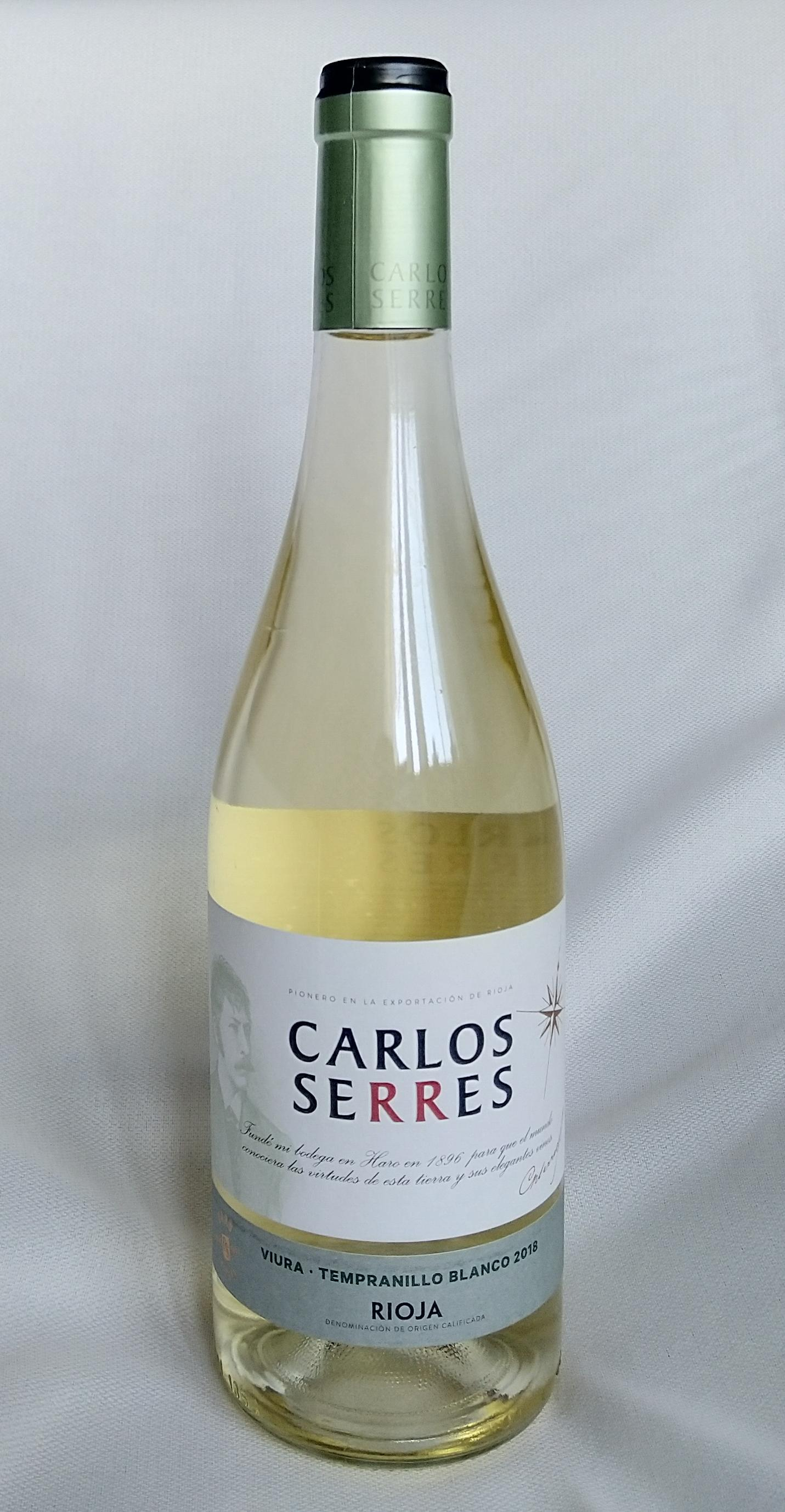
Купажне вино на основі Віура

Макабео («ісп. Macabeo») або Віура («ісп. Viura») — іспанський технічний сорт білого винограду.

## Розповсюдження
Макабео є найрозповсюдженішим сортом білого винограду у регіоні Ріоха. Також великі площі сорт займає у Каталонії. Крім того, вирощується в інших регіонах Іспанії (Валенсія, Хумілья) та на півдні Франції, переважно у Лангедок-Русійон, де він відомий під назвою фр. Maccabeu.

## Характеристики сорту
Високоврожайний сорт. Дуже чутливий до сірої гнилі, морозостійкий. Ягоди мають великі розміри, тонку шкірку та золотистий колір. Кущі компактні. 

## Характеристики вина
Макабео має слабко виражений аромат, тому з нього виготовляють переважно купажні вина, але можуть виготовлятись і моносортові. У Ріохі його поєднують з Мальвазією та Гарнача бланка, у Каталонії з Парельяда та Шарелло. Виробляються як тихі, так і ігристі вина, зокрема відоме іспанське ігристе вино Кава. Сусло має гарну стійкість до оксидації. Вино зазвичай тонкого аромату та солом'яно-жовтого кольору з зеленими тонами. Міцність, як правило, невисока — від 9 до 10,5 %. Вина з Макабео гарно поєднуються з легкими рибними стравами.